# Hydrolagus lemures
Hydrolagus lemures é uma espécie de peixe da família Chimaeridae.
É endémica da Austrália.
Os seus habitats naturais são: mar aberto.